# Tomb Raider: Legend
Lara Croft Tomb Raider: Legend je v pořadí sedmá hra v sérii Tomb Raider. Byla vyvinuta ve studiu Crystal Dynamics a vydána společností Eidos Interactive. Pro PS 2, PC a X-box byla v Evropě hra vydána 7. dubna 2006 a v Severní Americe 11. dubna 2006.

## Příběh
Děj začíná flashbackem, který zachycuje let devítileté Lary a její matky. Jejich letadlo ale ztroskotá v Himálajích a přežijí jen ony dvě. Ukryjí se do starověkého chrámu a zatímco Lara hledá něco na založení ohně, narazí na kamenný stupínek držící meč. Nevědomky aktivuje starověké zařízení a s hrůzou sleduje, jak její matka mizí v portálu.
O nějaký čas později nyní už dospělá Lara cestuje se svou kamarádkou Anayou Imanu do Bolívie. Po zdolání těžké cesty narazí na skupinu žoldáků, kteří mají rozkaz ji zabít. Po jejich odstranění pokračuje k chrámu. Na konci chrámu narazí na další kamenný stupínek a Jamese Rutlanda. Rutland zmíní Amandu Evertovou, starou přítelkyni Lary, která údajně před lety zemřela, a pak nařídí svým žoldákům zabít Laru. Lara je všechny překoná a "potvrzuje", že stupínek je totožný s tím v Himálaji.
V další kapitole se Lara setkává s Anayou Imanu v Peru. Po dalším střetu s Rutlandovými žoldáky se společně dostanou k hrobce v Paraisu, kde Lara byla před lety svědkem tragédie. Následuje flashback, který ukazuje Laru na archeologické exkurzi se svými univerzitními kolegy, během které jsou ona a Amanda Evertová svědkyněmi vyvraždění jejich kolegů neznámým tvorem. Lara a Amanda utíkají před touto stvůrou, až dojdou do velké uzavřené místnosti. Monstrum se dostane dovnitř a chystá se zabít Laru. Na to Amanda vytáhne ze zdi zářící klenot a tvor náhle zmizí. Místnost se začne zaplavovat vodou. Amanda zůstane uvězněna pod hromadou kamenů, a tak nezbývá Laře než proplavat zatopenou jeskyní zpátky na povrch sama. Zpátky v přítomnosti Lara zjistí, že artefakt, po kterém pátrá, může mít něco společného s Excaliburem, legendární zbraní z legendy o králi Artušovi, a že Amanda mohla zával v jeskyni přežít. Bájný meč byl údajně rozdělen na čtyři části, které byly ukryty v různých částech světa. Lara si uvědomí, po čem skutečně pátrá, a vzpomene si, že jednu část má ve svém držení boss Jakuzy Shogo Takamoto, který ji ukradl z Wasedské univerzity. Lařin přítel z Japonska Toru Nishimura se snaží domluvit setkání s Takamotem, kvůli fragmentu. Takamoto odmítá vyjednávat, tvrdí, že neví, o čem je řeč, a posílá na Laru své gorily. Lara je vyřídí a pronásleduje Takamota po tokijských střechách. V závěrečném souboji Takamoto využívá moci fragmentu, ale Laře se podaří ho zabít a jeho část meče získat.
Pátrání Laru dále vede do Ghany, do chrámu, kde pracovali její rodiče, než se narodila. Znovu se střetává s Rutlandem, který je posedlý další částí Excaliburu. Rutland je ale poražen a Lara získává další fragment. Lara vzápětí obdrží zprávu od Zipa a Alistera, že se Amanda před chvílí vloupala do jejího domu. A tak se Lara vydává za Amandou do Kazachstánu, kde má být třetí úlomek meče. Jakmile dorazí do Kazachstánu, zjistí, že Rutlandovi muži obsadili sovětskou laboratoř, kde před padesáti lety členové KGB experimentovali s jednou částí meče. Zatímco se Lara snaží dohnat Amandu, zjistí, že ta se pokouší s úlomkem také experimentovat. Amanda využívá zářícího kamene (který vytrhla ze zdi v Peru), aby vyvolala a ovládala monstrum, které ji tehdy pronásledovalo. Laře se povede získat fragment, ale monstrum zabít nedokáže, a tak ji nezbývá než odtud zmizet.
Mapa, kterou Lara našla na zadní straně štítu (nejspíše Lancelotova) v sovětské laboratoři, ji přivádí zpět do rodné Anglie. Pod nyní jíž opuštěnou turistickou atrakcí v Cornwallu objeví skutečnou hrobku krále Artuše, společně s poslední částí meče. Uvnitř hrobky zjistí, že čtyři z Artušových rytířů - Lancelot, Percival, Galahad a Bors rozmístili úlomky po celém světě a jeden ponechali Artušovi. Poté, co Lara porazí obří hadí příšeru a skupinu žoldáků, kteří ji pronásledovali, se vrací na svůj zámek, aby přišla na to, jak znovu spojit čtyři fragmenty Excaliburu. Tam si uvědomí, že ke spojení meče je potřeba Ghalali key, který dostala její matka (na přívěšku) od Richarda Crofta a že ho měla při letu nad Himálajem. Vrací se tedy zpět na místo ztroskotání. Jakmile přetraverzuje vysoké římsy, dorazí k letadlu. V něm sebere Ghalali key a vydá se do chrámu, ve kterém se s matkou před lety ukryly. Tam znovu spojí Excalibur a doufá, že kamenný stupínek je stále funkční, ale po vložení meče se kamení jen rozpadne. Vrací se tedy do Bolívie. Zde je předstižena Amandou, Rutlandem a jejich žoldáky. Použije Excalibur k zabití žoldáků a neúmyslně při tom zabije i Rutlanda. Amanda k němu běží, a on ji umře v náručí. Rozzuřená Amanda se tedy pomocí zářícího kamene promění v monstrum, ale s pomocí Excaliburu už Lara není tak bezmocná a monstrum zničí. Poté se pomocí meče pokouší otevřít portál a zjistit, co se stalo s její matkou. Amanda vstane a křičí na Laru, že pokud meč nevytáhne, tak stupínek vybuchne. Lařina matka to prostřednictvím portálu slyší a meč vytáhne. Na to se portál uzavře a exploduje. Lara se zlobí na Amandu za to, co provedla a vystřílí několik kulek kolem ní a poté ji dává zbraň k hlavě a vyhrožuje, že ji zabije, pokud to nevysvětlí. Amanda tvrdí, že její matka není mrtvá, ale že je v Avalonu, kam chce ona jít také. Lara ji ušetří, ale stejně ji praští do bezvědomí. Hra končí, když se Lara rozhodne najít odpovědí a říká Zipovi a Alisterovi, že před sebou mají ještě hodně práce.